# Constante van Stefan-Boltzmann
De constante van Stefan-Boltzmann, ook soms constante van Stefan genoemd om verwarring met de Boltzmannconstante te vermijden, wordt aangeduid met de Griekse letter σ.
Deze thermodynamische constante geeft de verhouding tussen de uitgestraalde energie per tijdseenheid en oppervlakte-eenheid van een zwart lichaam en de vierde macht van de absolute temperatuur van het voorwerp, in formulevorm:
{\displaystyle I_{z}=\sigma \ T^{4}}
Hierbij is de waarde van de constante gelijk aan
{\displaystyle \sigma =5,670\ 367(13)\cdot 10^{-8}\mathrm {Js^{-1}\ m^{-2}\ K^{-4}} }
De constante van Stefan-Boltzmann is vanwege de wet van Stefan-Boltzmann ook gedefinieerd aan de hand van de Boltzmannconstante kB, de lichtsnelheid c en de constante van Planck h:
De constante van Stefan-Boltzmann is vernoemd naar Jožef Štefan (1835-1893) en zijn leerling Ludwig Boltzmann (1844-1906).

## Toekomst
Volgens de herdefinitie van de basiseenheden krijgen de Boltzmannconstante en de constante van Planck exacte waarden, en de constante van Stefan-Boltzmann daardoor ook. De uitdrukking zal wel bestaan  uit een breuk met veel cijfers in de teller en de noemer, en de factor π5.